# Hesperocharis hirlanda
Hesperocharis hirlanda é uma borboleta da família Pieridae. Ela é encontrada na Colômbia, Venezuela, Equador, Peru, Brasil e Bolívia. O habitat natural desta borboleta consiste em florestas montanhosas a leste dos Andes e em terras baixas na parte superior da bacia do Amazonas. Ela é encontrada em altitudes entre 400 e 1000 metros.

## Subespécies
- H. h. hirlanda
- H. h. helvia (Latreille, [1813])
- H. h. fulvinota Butler, 1871
- H. h. apicalis Fruhstorfer, 1907
- H. h. niaguida Fruhstorfer, 1907
- H. h. praeclara Fruhstorfer, 1907
- H. h. serda Fruhstorfer, 1907
- H. h. minturna (Fruhstorfer, 1910)
- H. h. planasia (Fruhstorfer, 1910)